# Achères (Yvelines)
Achères /aˈʃɛʀ/ è un comune francese di 19 635 abitanti situato nel dipartimento degli Yvelines nella regione dell'Île-de-France.

## Società

### Evoluzione demografica
Abitanti censiti